# Ivan Ivanov (atleta)
Ivan Ivanov (Unión Soviética, 26 de junio de 1948) es un atleta soviético retirado especializado en la prueba de 4x720 m, en la que consiguió ser subcampeón europeo en pista cubierta en 1972.

## Carrera deportiva
En el Campeonato Europeo de Atletismo en Pista Cubierta de 1972 ganó la medalla de plata en los relevos de 4x720 metros, con un tiempo de 6:27.0 segundos, llegando a meta tras Alemania Occidental y por delante de Polonia.